# Paula Lynn Obanana
Paula Lynn Obanana (nombre de casada Paula Lynn Cao Hok; Dumaguete, Filipinas, 19 de marzo de 1985) es una deportista estadounidense que compitió en bádminton, en las modalidades de dobles y dobles mixto. Ganó cuatro medallas en los Juegos Panamericanos entre los años 2011 y 2019.

## Palmarés internacional
| Juegos Panamericanos | Juegos Panamericanos | Juegos Panamericanos | Juegos Panamericanos |
| Año                  | Lugar                | Medalla              | Prueba               |
| -------------------- | -------------------- | -------------------- | -------------------- |
| 2011                 | Guadalajara (México) | Medalla de bronce    | Dobles               |
| 2011                 | Guadalajara (México) | Medalla de bronce    | Dobles mixto         |
| 2015                 | Toronto (Canadá)     | Medalla de oro       | Dobles               |
| 2019                 | Lima (Perú)          | Medalla de bronce    | Dobles mixto         |